# Perelik Point
Perelik Point är en udde i Antarktis. Den ligger i Sydshetlandsöarna. Argentina, Chile och Storbritannien gör anspråk på området.
Terrängen inåt land är platt söderut, men åt sydväst är den kuperad. Havet är nära Perelik Point åt nordost. Trakten är obefolkad. Det finns inga samhällen i närheten. 